# Altheim (Sarre)
Pour les articles homonymes, voir Altheim.
Altheim est un quartier de la commune allemande de Blieskastel dans l'arrondissement de Sarre-Palatinat en Sarre.
Jusqu'au 1er janvier 1974, le village était une commune indépendante de l'arrondissement de Hombourg.

## Géographie

### Localisation
Traversé par la Bickenalbe, ce village du Bliesgau est proche de la frontière franco-allemande ainsi que de la frontière Sarre-Rhénanie-Palatinat.

## Lieux et monuments

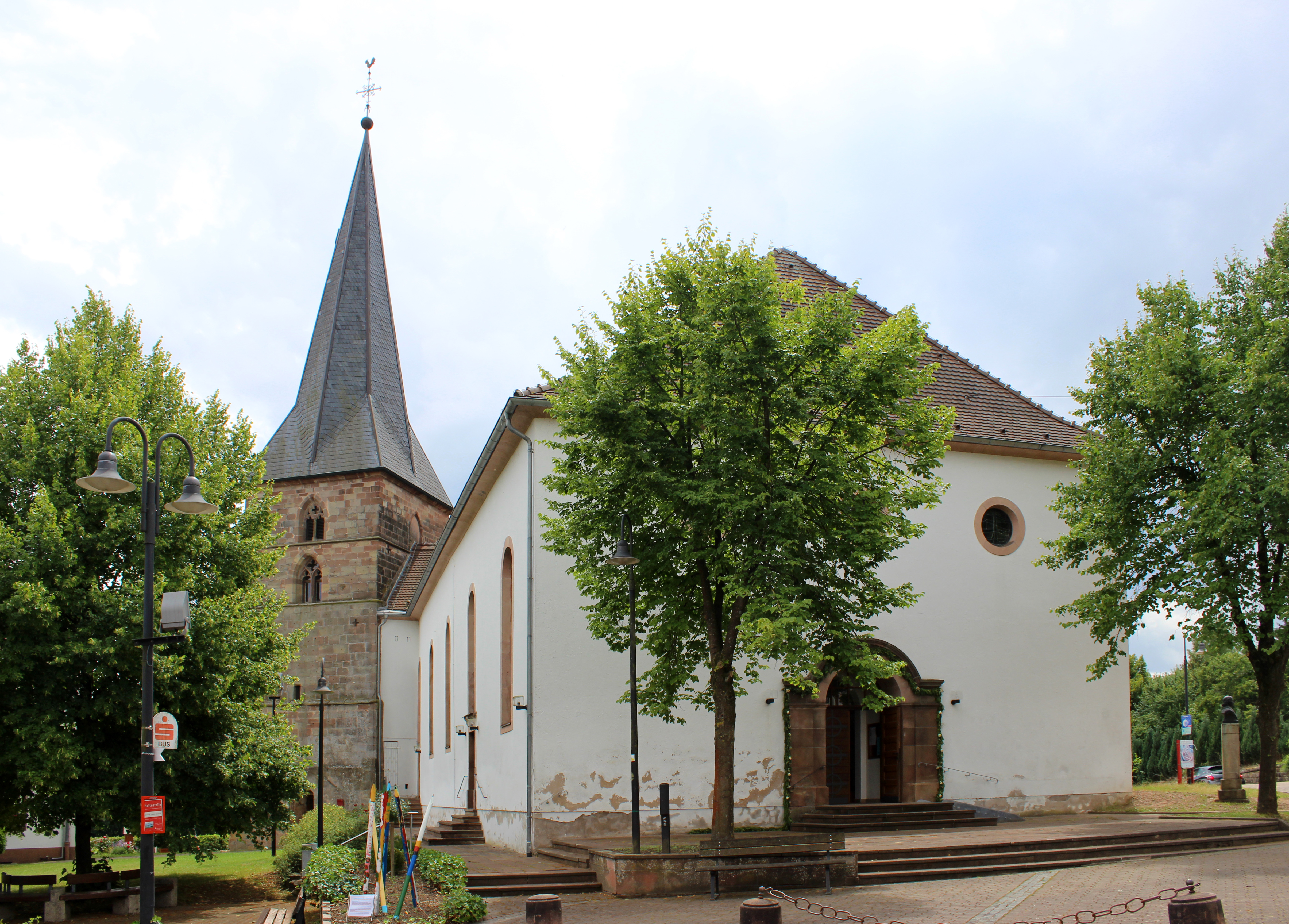
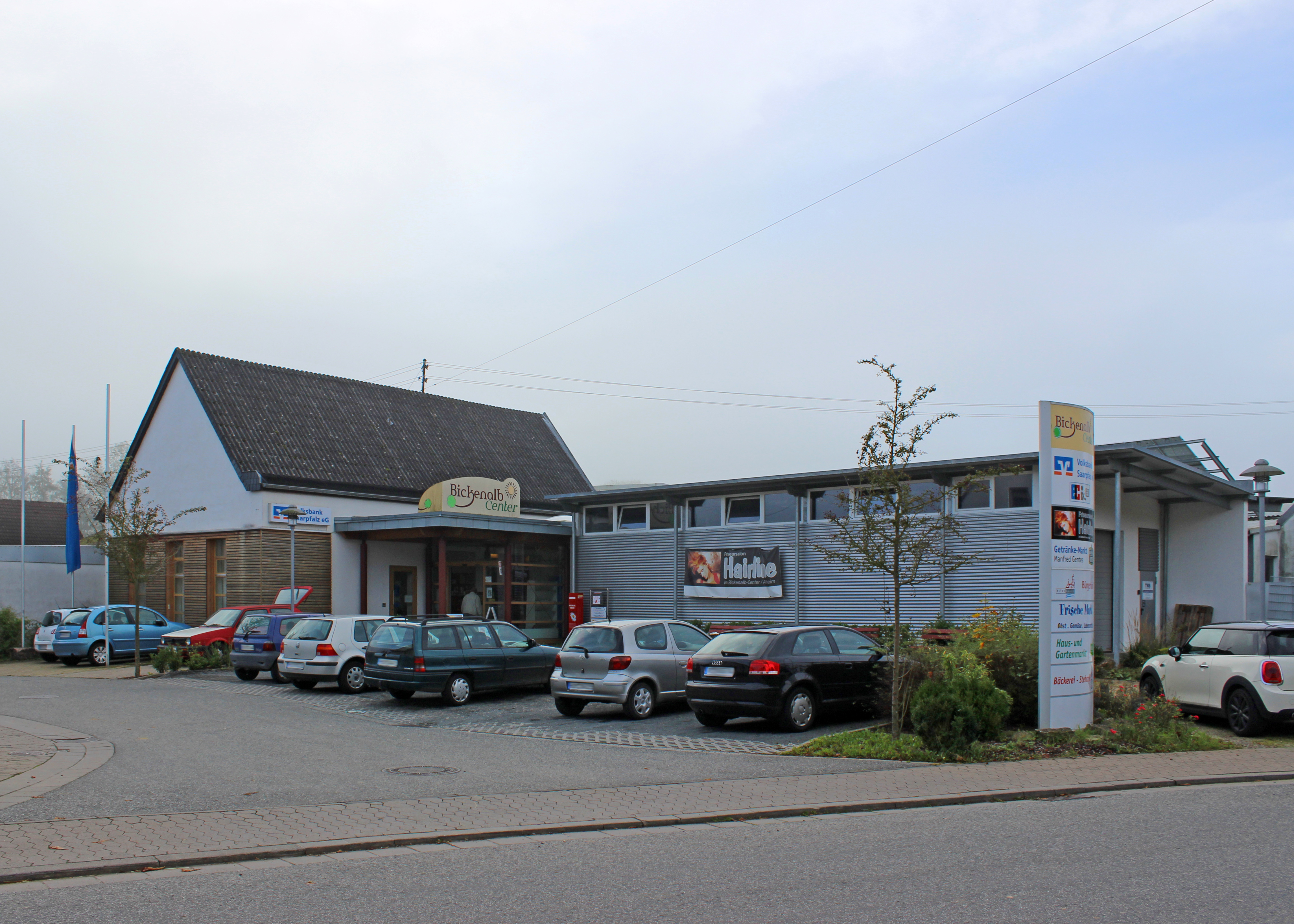